# 아이기스

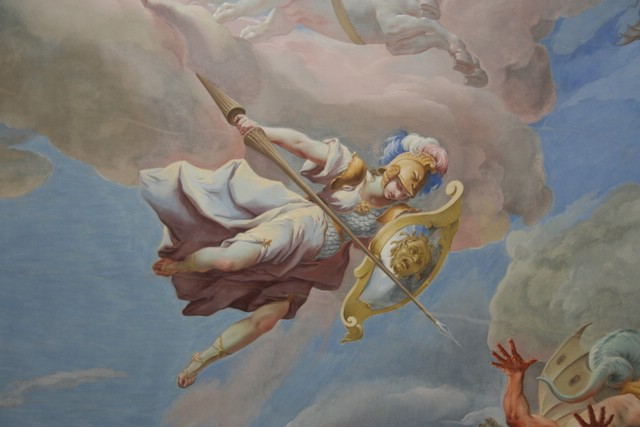
아이기스를 든 아테나

아이기스(그리스어: Αιγίς, 영어식 발음: 이지스)는 제우스의 방패이다. 헤파이스토스가 제작하였으며, 중앙이 메두사의 머리로 장식되어 있다.
아이기스는 헤파이스토스가 만들었으며, 벼락을 맞아도 부서지지 않고, 이것을 한번 흔들면 폭풍이 일어나고, 사람들의 마음 속에 공포를 심었다. 이러한 아이기스는 염소가죽으로 만들었으며 적군에겐 공포를 아군을 보호하기 위하여 가장자리는 뱀의 머리들로, 가운데는 보는이를 돌로 만드는 메두사의 머리가 있다. 후에 신화 이야기에서는 아테나 여신이 들고 나온다.
헤시오도스의 <노동과 나날이>에서 '아이기스를 가지신 구름을 모으는 제우스의 뜻에 따라'라는 부분이 등장하기도 한다.
일설에 의하면 제우스를 길러낸 암염소 아말테이아의 가죽이라고도 한다.
아이기스는 원래 폭풍우의 상징으로, 빠르고 격렬함을 의미하는 aisso라는 단어에서 유래한 것으로 보인다. 파도를 뜻하는 Αιγ-에서 유래했다는 설도 있다. 제우스가 아이기스를 흔들면, 이다 산이 구름으로 뒤덮이고, 천둥이 치며 사람들은 두려움에 떨었다고 한다.
한편 헤로도토스는 아테나 여신의 의상과 아이기스는 헬라스 인들이 리비아 여인들의 의상을 모방한 것이라고 확신했다. 리비아 여인들은 털을 제거한 염소 가죽을 붉게 물들이고 숱을 단 겉옷을 입었고 헬라스 인들이 염소 가죽이란 뜻의 아이게스를 아이기스로 이름만 바꾸었다고 기술했다.